# Sfisef
Sfisef (în arabă سفيزف) este o comună din provincia Sidi Bel Abbès, Algeria.
Populația comunei este de 29.696 de locuitori (2008).